# Merica
Merica là một chi ốc biển, là động vật thân mềm chân bụng sống ở biển trong họ Cancellariidae.

## Các loài
Các loài trong chi Merica gồm có:
- Merica asperella (Lamarck, 1822)[2]
- Merica deynzeri Petit & Harasewych, 2000[3]
- Merica ektyphos Petit & Harasewych, 2000[4]
- Merica elegans (G.B. Sowerby I, 1822)[5]
- Merica laticosta (Löbbecke, 1881)[6]
- Merica lussii Petit & Harasewych, 2000[7]
- Merica marisca Bouchet & Petit, 2002[8]
- Merica melanostoma (Sowerby, 1849)[9]
- Merica oblonga (G.B. Sowerby I, 1825)[10]
- Merica sinensis (Reeve, 1856)[11]